# Melanichneumon intermedius
Melanichneumon intermedius là một loài tò vò trong họ Ichneumonidae.